# RealNetworks

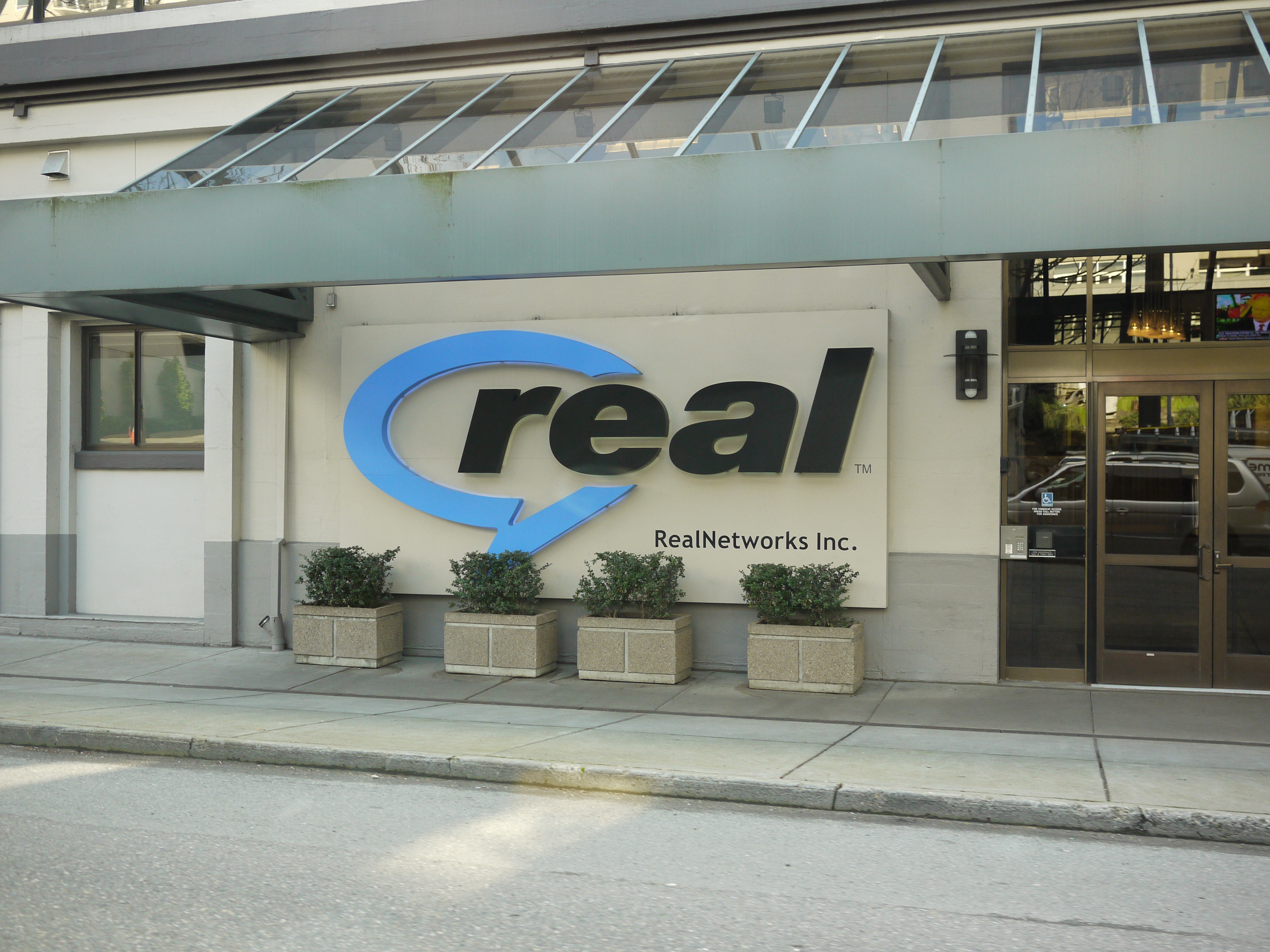
Hoofdkantoor van RealNetworks

RealNetworks is een in Seattle gevestigde aanbieder van internetmediasoftware en -diensten. Het beursgenoteerde bedrijf werd vooral bekend doordat het tijdens het ontstaan van de markt in streaming media een absolute leiderspositie had verworven.
RealNetworks werd in 1993 onder de naam Progressive Networks opgericht door Rob Glaser, die eerder nog bij Microsoft furore had gemaakt. Het oorspronkelijke doel van het bedrijf was om een alternatief kanaal aan te bieden voor progressief politieke materie. Al vlug evolueerde het naar een venture die technologieën ontwikkelt waarbij het internet gebruikt wordt als een alternatief distributiekanaal van audio-uitzendingen.